# フェロシアン化カリウム
フェロシアン化カリウム（フェロシアンかカリウム）は、ヘキサシアニド鉄(II)酸カリウム（ヘキサシアニドてつ に さんカリウム）、黄血塩（おうけつえん）とも呼ばれる無機化合物で、錯塩の1種。組成式は、K4[Fe(CN)6]。通常は三水和物（K4[Fe(CN)6]・3H2O）の形で存在し、黄色の結晶または粉末である。水に可溶で、水溶液は淡黄色を示す。

## 合成
シアン化ナトリウムに硫酸鉄(II)と塩化カリウムを加えると得られる。過剰量のシアン化カリウムと硫酸鉄(II)を反応させても得られる。
{\displaystyle {\ce {FeSO4 + 6KCN -> K4[Fe(CN)6] + K2SO4}}}
なお、18世紀には動物の血液や内臓のような窒素を含んだ有機物に、鉄と炭酸カリウムを加え、これを強熱することによって作ったために、「黄血塩」という別名が付いている。

## 性質
フェロシアン化カリウムはフェリシアン化カリウムよりも安定で、フェリシアン化カリウムとは違ってなかなかシアン化水素を遊離させないため、基本的に無毒だとされている（フェリシアン化カリウムは有毒とされている）。しかし、フェロシアン化カリウムが本当に有害でないかどうかの医学的なデータは存在していない。なお、熱希硫酸によって分解し、シアン化水素を発生する。
また、フェロシアン化カリウムにヨウ素を反応させると、K3[Fe(CN)6]・KIが得られる。
[Fe(CN)6]4−（フェロシアン化物イオン）は、水溶液中で電離しても配位子のCN−（シアン化物イオン）が安定している（解離定数 K は 10−36）ため、無機シアン化物のような毒性は示さない。
貴金属と塩を作るため、賢者の石と目されたりもした（古典的な金メッキの手段）。

## 利用
- 青写真 - 白地青線法（白地に青線の陽画: ポジ）の現像液。
- 試薬 - 鉄イオンの検出などに用いる。2価の鉄イオンを含む溶液に加えると青白色沈殿（条件によっては白色沈殿）のヘキサシアノ鉄(II)酸鉄(II)[3][7][8]を生じ、3価の鉄イオンの溶液に加えると濃青色沈澱（プルシアンブルー、ベルリンブルー）を生じる。鉄、銅、銀の安定化試薬として用いられる。
- 食品加工・工業用途 - 日本では安全性に関するデータが存在しなかったことから特段の規制を受けてこなかったが、2002年より食品添加物として承認された[5]。使用目的は食塩の固結防止添加物である。2018年には、中華人民共和国でフェロシアン化カリウムを含む食塩が有害であるとする情報がネットで拡散されたが、一般的な摂取量ではまず問題がないとされている[9]。